# Étrépagny
Étrépagny je francouzská obec v departementu Eure v regionu Normandie. V roce 2010 zde žilo 3 782 obyvatel. Je centrem kantonu Étrépagny.

## Vývoj počtu obyvatel
Počet obyvatel 